# Södermanlands runinskrifter 159
Sö 159 är en vikingatida runsten av granit i Österberga, Runtuna socken och Nyköpings kommun. 

## Inskriften
Translitterering av runraden:
: ikialtr : ak : aluiʀ : raisþu : stain : þansi : at : þurbiurn : faþur : sin : han uaistr hafʀ/(a)fʀ uf/(u)f uaʀit leki ¶ rorikʀ · kumytr biu · kunlaifʀ hiuk ru-aʀ
Normalisering till runsvenska:
Ingialdr ok Alveʀ/Ølveʀ ræisþu stæin þannsi at Þorbiorn, faður sinn. Hann vestr hafʀ of vaʀit længi. Hrøʀikʀ(?), Guðmundr(?), biu. Gunnlæifʀ hiogg ru[n]aʀ.
Översättning till nusvenska:
Ingjald och Alver reste denna sten efter Torbjörn, sin fader. Han har länge varit Västerut. Rörik, Gudmund, Boe, Gunnlev höggo runorna.
Inskriften utom slingan är särskilt i början (nedifrån uppåt) mycket otydlig. Stavlösa runorna är starkt sammanträngda, så att ordningsföljden är i osäker. Ristaren kanske använde dem av utrymmesskäl, p.g.a. de tar bara en tredjedel av platsen i jämförelse med vanliga runor. Denna del av inskriften är skriven på vers. Det versmått som användes är fornyrðislag, vilken har parvis allittererande rader. Den runsvenska texten blir med allitterationerna i fetstil: 
Hann vestr hafʀ
of vaʀit længi.
Liknande sats finns på även på Sö 106 och Sö 173.